# Stade Communal de Namur
Het Stade Communal de Namur was een voetbalstadion in de Belgische stad Namen, in het Waals Gewest. Het was de thuisbasis van voetbalclub Union Royale Namur en Wallonia Numur. Voorheen stond het stadion bekend onder de naam Stade Communal des Bas-Prés. Deze naam werd nadien informeel nog geregeld gebruikt om het stadion te benoemen.
De officiële capaciteit van het stadion bedroeg, sinds de renovaties in 2001, 3.500 toeschouwers. Op 10 juni 2007 was het volledige stadion uitverkocht voor de finale van de promotie-eindronde van Derde klasse tegen KFC Verbroedering Geel. 
Op 2 september 2016 speelde Standard Luik een vriendschappelijk duel tegen Olympique Marseille in het stadion. Voor deze galawedstrijd werden er uitzonderlijk 4.000 toeschouwers toegelaten. Dit was mogelijk omdat het grootste deel van de stadioncapaciteit bestond uit staanplaatsen. 
In 2022 verkocht de stad Namen de grond waarop het stadion stond aan de provincie Namen. Men ging op het einde van het seizoen 2022/23 het stadion afbreken om er meer parkeerplaatsen te kunnen voorzien voor het nabijgelegen Namur Expo. Ondanks dat het BEP (Bureau économique de la province de Namur) geen subsidie kreeg werd het project toch verder gezet. Union Namen promoveerde in haar laatste seizoen in het stadion en verhuisde vanaf 2023 naar het Stade ADEPS de Jambes.